# Božanovići
Božanovići is een dorp in de gemeente Kalinovik, Bosnië en Herzegovina. Het dorp ligt vlak bij de berg Treskavica, telde in 1991 66 inwoners en ligt 1 km ten noordwesten van het stadje Kalinovik.
Ratko Mladić, een bekende Bosnisch-Servische generaal, die wordt verdacht van oorlogsmisdaden, is in Božanovići geboren.